# Estola operosa
Estola operosa är en skalbaggsart som beskrevs av Martins och Maria Helena M. Galileo 2007. Estola operosa ingår i släktet Estola och familjen långhorningar. Inga underarter finns listade i Catalogue of Life.